# Bill Rademacher
Bill Rademacher (Menominee, 13 maggio 1942 – 2 aprile 2018) è stato un giocatore di football americano statunitense che ha giocato nel ruolo di wide receiver nella American Football League (AFL) e nella National Football League (NFL).

## Carriera professionistica
Rademacher iniziò la sua carriera professionistica nel 1964 con i New York Jets della AFL. Rimase con la squadra fino alla stagione 1968 vincendo il Super Bowl III battendo i Baltimore Colts in una delle più grandi sorprese della storia del football>. Le ultime due stagioni della carriera le passò ai Boston Patriots, prima nella AFL e poi nel 1970 nella NFL dopo la fusione tra le due leghe. In carriera disputò 58 partite (44 nella AFL, 14 nella NFL) ricevendo in totale 282 yard e segnando 3 touchdown, tutti nella stagione 1969.

## Palmarès
- Campionati AFL : 1

New York Jets: 1968
- Super Bowl : 1

New York Jets: Super Bowl III

## Statistiche
| Partite totali         | 58  |
| Yard ricevute          | 282 |
| Touchdown su ricezione | 3   |